# Max Perlich
Max Perlich, né le 28 mars 1968 à Cleveland, (Ohio, États-Unis), est un acteur américain.
Il est surtout connu au cinéma pour son rôle de Lou Junior, fils de Lou, dans le film The Brave de Johnny Depp (1997).

## Filmographie
- 1986 : La Folle Journée de Ferris Bueller (Ferris Bueller's Day Off) : Anderson
- 1987 : The Allnighter : Benny
- 1987 : Can't Buy Me Love : Lester
- 1987 : Home Fires (TV) : Sam
- 1987 : In the Mood : Slapping Teenage Boy
- 1988 : Plain Clothes : Carter
- 1988 : Enquête en tête (Vibes) : Busboy
- 1989 : Skate Rider (en) (Gleaming the Cube) de Graeme Clifford : Yabbo
- 1989 : Le Carrefour des innocents (Lost Angels) : Frankie
- 1989 : Drugstore Cowboy : David
- 1989 : Cours d'anatomie (Gross Anatomy)[réf. nécessaire] : Ethan Cleaver
- 1990 : Horseplayer : Kid
- 1990 : Genuine Risk : Chris Wood
- 1991 : Traumatismes (Liebestraum) : Orderly #1
- 1991 : La Femme du boucher (The Butcher's Wife) : Eugene
- 1991 : Rush : Walker
- 1992 : Cruise Control : Mort
- 1993 : Quand l'esprit vient aux femmes (Born Yesterday) : JJ
- 1993 : Cliffhanger : Traque au sommet (Cliffhanger) : Evan
- 1994 : Cityscrapes: Los Angeles : Mack
- 1994 : Maverick : Johnny Hardin
- 1994 : Dead Beat : Jimmy
- 1994 : Shake, Rattle and Rock! (TV) : Tony
- 1995 : Toughguy : Chad
- 1995 : Georgia : Axel
- 1996 : The Grave : Boo
- 1996 : Femmes de rêve (Beautiful Girls) : Kev
- 1996 : L'Incroyable Voyage 2 : À San Francisco (Homeward Bound II: Lost in San Francisco) de David Richard Ellis : Ralph
- 1996 : Feeling Minnesota : Desk Clerk at Cowboy Style Hotel
- 1997 : The Curse of Inferno : Harold Cantrell
- 1997 : La Dernière Cavale (Truth or Consequences, N.M.) : Wayne
- 1997 : The Brave : Lou Jr.
- 1997 : Spawn ("Spawn") (série TV) : Bobbie (voix)
- 1997 : Livers Ain't Cheap : Tom
- 1997 : Gummo : Cole
- 1997 : Men with Guns : Easy Gary
- 1998 : Avenged : Horton
- 1998 : Goodbye Lover : Will
- 1998 : Buffy contre les vampires : Whistler
- 1998 : I Woke Up Early the Day I Died : Assistant Undertaker
- 1999 : Ugly Naked People : Rex
- 1999 : Desperate But Not Serious : Todd
- 1999 : Le Manipulateur (Lansky) (TV) : Meyer Lansky (19-28 ans)
- 1999 : Le Diable des glaces (Sometimes They Come Back... for More) : Lieutenant Brian Shebanski
- 1999 : Freeway II: Confessions of a Trickbaby : Flacco
- 1999 : La Maison de la colline hantée (House on Haunted Hill) : Carl Schecter
- 2000 : Petit pari entre amis (Net Worth)
- 2000 : Homicide: The Movie (en) (TV) : J.H. Brodie
- 2000 : The Independent (en) : Ivan
- 2000 : Ropewalk : Dickie
- 2000 : Auggie Rose de Matthew Tabak : Landlord
- 2000 : Stanley's Gig : Steve
- 2001 : Early Bird Special : Lester
- 2001 : Sol Goode : Murphy
- 2001 : Blow : Kevin Dulli
- 2001 : Gilmore girls : Rune
- 2002 : The Johnny Chronicles (TV) : Louis
- 2002 : 3 Days of Rain
- 2002 : Deadrockstar
- 2002 : Les Voyous de Brooklyn (Deuces Wild) de Scott Kalvert : Freddie
- 2003 : The Watermelon Heist : Deputy
- 2003 : Les Disparues (The Missing) : Isaac Edgerly
- 2004 : The Grey de Shane Dax Taylor: Gus
- 2004 : Dinocrocodile, la créature du lac (Dinocroc) de Kevin O'Neill : Deputy Kerrigan
- 2005 : The Nickel Children : The Bald Man
- 2005 : Seven Mummies : Rat
- 2006 : Earl (My name is Earl) - Saison 1, épisodes 22 et 24 : Paul
- 2006 : The Darwin Awards : Bob
- 2006 : Punk Love : Officer Lawson
- 2008 : Ninja Cheerleaders : Jimmy "The Snitch"
- 2008-2009 : Terminator : Les Chroniques de Sarah Connor (saison 2, épisodes 1 et 15) : Walsh
- 2012-2013 : Justified (3 épisodes) : Sammy Tonin